# Daniel Prochowicz
Daniel Prochowicz – polski chemik, dr hab. nauk ścisłych i przyrodniczych, profesor Instytutu Chemii Fizycznej Polskiej Akademii Nauk.

## Życiorys
25 czerwca 2013 obronił pracę doktorską Wybrane związki kompleksowe Zn i Cu jako jednostki budulcowe polimerów koordynacyjnych, 7 października 2019 habilitował się na podstawie pracy zatytułowanej Organiczno-nieorganiczne perowskity ołowiowo-halogenkowe: Otrzymywanie, budowa oraz właściwości optyczne i fotowoltaiczne. Pracował w Zakładzie Katalizy i Chemii Metaloorganicznej na Wydziale Chemicznym Politechniki Warszawskiej.
Jest profesorem w Instytucie Chemii Fizycznej Polskiej Akademii Nauk.